# Aldose
Aldose er et kulhydrat, der indeholder en aldehydgruppe: -CHO.
| Naturvidenskab | Spire Denne naturvidenskabsartikel er en spire som bør udbygges. Du er velkommen til at hjælpe Wikipedia ved at udvide den. |